# Красинск
Красинск — посёлок в Новокузнецком районе Кемеровской области. Входит в состав Сосновского сельского поселения.

## География
Центральная часть населённого пункта расположена на высоте 324 метров над уровнем моря.

## Население
| 2010 |
| ---- |
| 122  |

По данным Всероссийской переписи населения 2010 года, в посёлке Красинск проживает 122 человека (65 мужчин, 57 женщин).